# 米原秀幸傑作短編集 GARAKUTA
『米原秀幸傑作短編集 GARAKUTA-ガラクタ-』（よねはらひでゆきけっさくたんぺんしゅう ガラクタ）は、米原秀幸による日本の少年漫画短編集（単行本）。秋田書店の『週刊少年チャンピオン』と『月刊少年チャンピオン』にて連載、および読み切り掲載された作品が収録されている。

## 概要
米原秀幸の初めての短編集で、連載1作と読み切り3作の全4作品が収録されている。1990年の作品が3作と2002年の作品が1作となっていて、途中で他の連載作品はあるものの、収録作品同士のブランクが10年以上の期間空いているため画が変わっていて（格段に良くなっていて）、作者およびアシスタントの技術の向上がうかがえる作品となっている。 
表紙に“The short stories of masterpieces.”とあるように、本作品は『チョコレートぶるーす』や『フルアヘッド!ココ 番外編-ZERO-』とは違い、それぞれが関連性の無い個別のストーリーで構成されていて、純粋な短編集となっている。

## 収録作品
※各個別についての詳細はそれぞれの項目を参照のこと。
- 『GARAKUTA』 Vol.1 - 5
1990年・週刊少年チャンピオン
- 『カフェビーンズ』
1990年・月刊少年チャンピオン
- 『五郎's』
1990年・週刊少年チャンピオン
- 『ベイス』 
2002年・月刊少年チャンピオン

## 単行本
- 少年チャンピオン・コミックス

2002年12月26日発売 ISBN 4-253-20129-6